# Comuna Primošten, Šibenik-Knin
Primošten este o comună în cantonul Šibenik-Knin, Croația, având o populație de 2.828 de locuitori (2011).

## Demografie
Componența etnică a comunei Primošten
     Croați (96,39%)
     Necunoscut (1,56%)
     Neclasificat (1,7%)
Componența confesională a comunei Primošten
     Catolici (93,74%)
     Fără religie și atei (2,23%)
     Necunoscută (2,62%)
     Alte religii (1,41%)
Conform recensământului din 2011, comuna Primošten avea 2.828 de locuitori. Din punct de vedere etnic, majoritatea locuitorilor (96,39%) erau croați. Apartenența etnică nu este cunoscută în cazul a 1,56% din locuitori. Din punct de vedere confesional, majoritatea locuitorilor (93,74%) erau catolici, cu o minoritate de persoane fără religie și atei (2,23%). Pentru 2,62% din locuitori nu este cunoscută apartenența confesională.